# Native Trust and Land Act
Le Native Trust and Land Act de 1936 (« loi sur le fonds d'investissement foncier et la terre indigènes »), référencé « Act No. 18 of 1936 », nommé ultérieurement le Bantu Trust and Land Act, 1936 et le Development Trust and Land Act, 1936), est une loi sud-africaine concernant la réorganisation des structures et des surfaces agricoles du pays. Elle fait suite aux recommandations de la commission Beaumont. Les dommages causés aux terres agricoles par l'érosion et le surpâturage, durant la crise économique mondiale, inspirent la loi. 

## Contenu et conséquences
Cette ordonnance dispose que les terres réservées aux Noirs par le Natives Land Act de 1913, qui représentaient environ 7,13 % de la surface du pays (9 709 586 acres), seront étendues jusqu'à environ 13,6 %. Sachant que la population noire représentait à ce moment 61 % des habitants, cette proportion est très faible. Malgré cela, jusqu'aux années 1980, ce niveau n'est jamais atteint, même si, en 1972, le gouvernement acheta 1 146 451 acres pour tenter d'arriver d'arriver à ce résultat pour les bantoustans.
« [Ces terres,] contrairement à ce que beaucoup souhaitaient, constituaient une poussière de territoires incluant, par exemple, des fermes noires individuelles. Toutes ces terres appartenaient au South Africa Native Trust Land. » « Situées dans les bantoustans, [elles] n’avaient souvent qu’une valeur dérisoire sur le plan agricole, en raison de leur localisation (zones arides, sols ingrats) et de leur surexploitation […] [et,] en 1993, plus de 80 % de la population rurale en Afrique du Sud vivaient dans la pauvreté. » « Lors de l’avènement de la démocratie en 1994, 13 millions de personnes, soit un tiers de la population du pays, vivaient encore sur 13,6 % du territoire. »
La loi réduit les droits des Noirs à être fermiers ou métayers, et, en dehors des bantoustans, seuls les Blancs peuvent être propriétaires. Dès lors, les Noirs ne peuvent plus vivre que dans des fermes appartenant à des Blancs et sont contraints de travailler pour eux. La pression à la vente causée par la loi force de nombreux Noirs à chercher un travail salarié loin de chez eux et de leurs traditions. Leur destination sont les grandes fermes des Blancs et les villes, principalement les centres urbains industriels. « Les Africains ne pouvaient pratiquer l'agriculture de subsistance que dans les homelands et les divers régimes d'exploitation des terres qui existaient antérieurement, tels que le métayage, étaient en voie de disparition. Les paysans africains n'ont bientôt plus eu d'autre recours pour gagner leur vie que de louer leurs bras. »

## Abrogation
La loi est abrogée par l'Abolition of Racially Based Land Measures Act (en) du 30 juin 1991.